# Peveragno

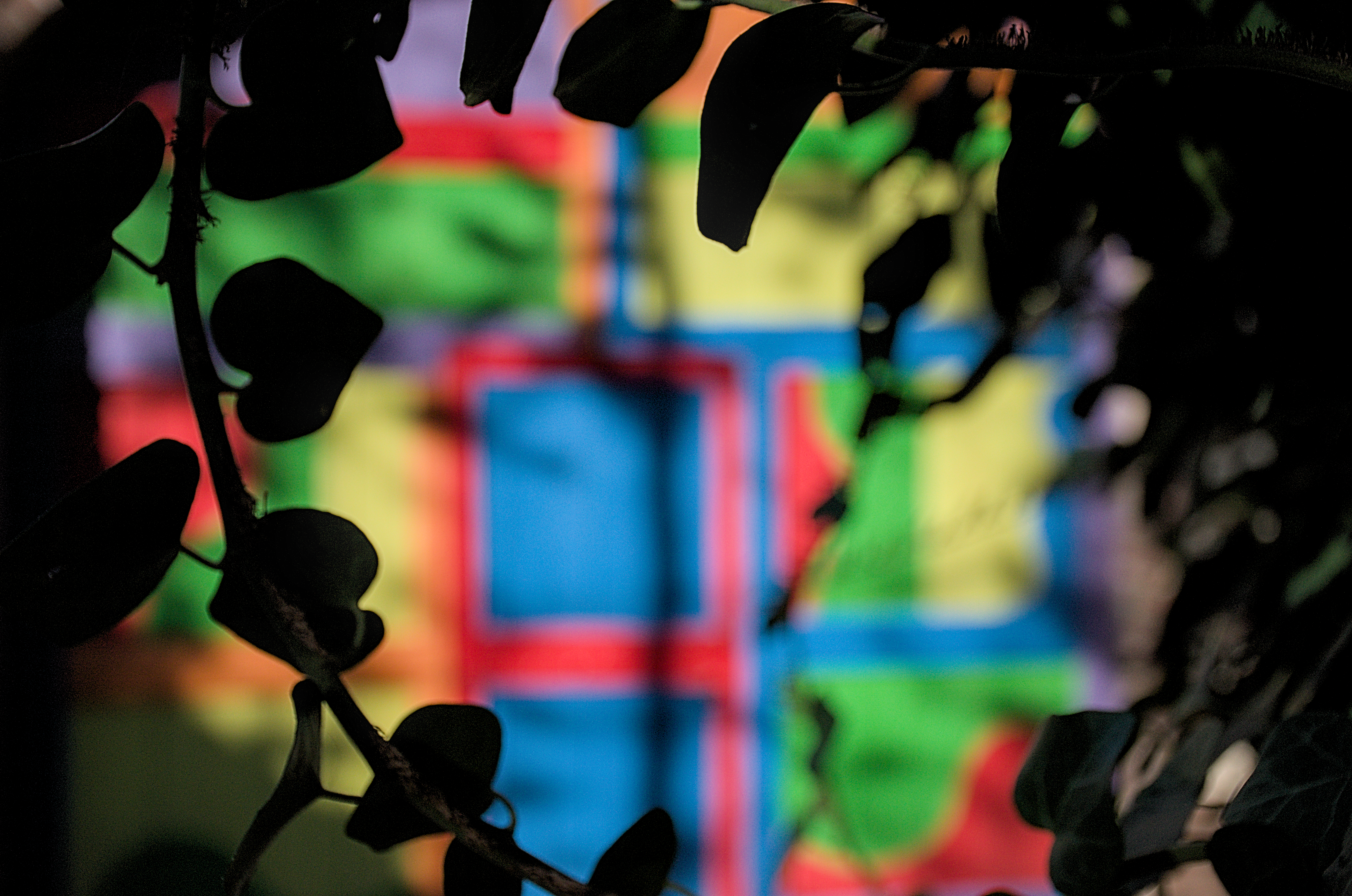
Angolo del Colore a Peveragno

Peveragno (Povragn in piemontese, Poranh in occitano) è un comune italiano di 5 510 abitanti della provincia di Cuneo in Piemonte.
Faceva parte della comunità montana delle Alpi del Mare.

## Geografia fisica
L'abitato ha una altitudine media sul livello del mare di 570 metri.
Sorge ai piedi del monte Bisalta, il cui nome deriva dal fatto di essere costituito da due vette vicine fra loro ma ben distinte, la più alta delle quali ha una quota di 2404 m s.l.m. Con le sue principali frazioni, S. Margherita, S. Lorenzo, S. Giovenale, Madonna dei Boschi, Montefallonio, Pradeboni (a quota 950 m s.l.m.), conta oltre 5 000 abitanti. Il capoluogo occupa un'ampia conca rivolta verso nord-est ed è protetto a nord e a ovest dalla collina di S. Giorgio e dal contrafforte di Moncalvino, mentre ad est è aperto verso Chiusa di Pesio e la pianura.
Agli estesi campi e prati della zona pianeggiante seguono i boschi di castagni, di faggi, di conifere della fascia collinare pedemontana, e infine gli alti pascoli e le pietraie della montagna oltre i 1500 metri. Peveragno è percorso da due principali torrenti: lo Josina che scorre ad est dell'abitato ed il Bedale che lo attraversa. Numerose sono le mulattiere e sentieri che consentono facili passeggiate, sia a piedi che in mountain bike. Mentre per gli appassionati della montagna, le quote più alte della Bisalta consentono escursioni. Peveragno dista 12 km dal capoluogo di provincia Cuneo, poco più di 20 da Mondovì e dal casello autostradale della Torino-Savona.

## Storia
Il territorio di Peveragno, prima della conquista da parte dei Romani, era abitato da genti celto-liguri della cui presenza testimoniano i reperti di utensili in ferro e suppellettili rinvenute sulle colline di Moncalvino (due asce paleolitiche ed una neolitica) e di Castelvecchio. Numerosi sono i ritrovamenti archeologici su quest'ultimo poggio, dove sono ancora visibili tratti di cinta muraria databili ad un periodo successivo (epoca longobarda).
Le prime notizie storicamente documentate risalgono alla metà del XII secolo e riguardano il primitivo Borgo di Forfice. Questo nome compare per la prima volta in un documento del 1153, nel quale si parla di un certo «Fulchardus de Forfece», ma è probabile che il borgo sia sorto decenni prima (tra 1041 e il 1153). Forfice è considerata l'antenata di Peveragno. Il nome deriva dalla particolare conformazione della valle, che si biforca in due vallette più anguste per il frapporsi di una propaggine della Bisalta («Forfex», cioè forbice). La villa era situata a circa 2 chilometri da Peveragno, nella frazione Madonna dei Boschi, e fu edificata probabilmente nell'intento di controllare un'importante strada diretta in Provenza (passante per Via Grima). Ne restano attualmente solo i ruderi del "castrum" (il fortilizio), parte del fossato di protezione, la cappella di San Pietro ed il santuario della "Madonna del Borgato" (chiaro riferimento all'antico borgo di Forfice).
Verso la fine del 1200, sulla parabola discendente della vicina Forfice si innestò l'astro nascente di Peveragno. Il nome di Piperanium comparve per la prima volta in un rogito notarile datato 25 settembre 1299 (vendita di una vigna sulla collina di S. Giorgio). Forfice, forse per la peste o forse solo perché messo in una posizione poco agiata, sarà citato per l'ultima volta in un documento del 1356 e resterà solamente Peveragno. È cosa certa che i suoi signori si trasferirono nel nuovo borgo, come dimostra l'effigie su un pilastro di un'abitazione posta in piazza Santa Maria.
Ai tempi della sua fondazione, Peveragno, con i territori limitrofi, era proprietà del Vescovo di Asti. Il suo nome deriverebbe dalla famiglia morozzese dei Pipa, dominatrice dei luoghi fin dal 1200. Nel 1369 divenne proprietà dei Marchesi di Monferrato. In questo periodo (1384) vennero scritti i primi Statuti Comunali, visibili ancora oggi.
Nel 1396 passo agli Acaia, quindi (1419) ai Savoia.
Con i Savoia Peveragno condivise tutte le vicissitudini che accompagnarono lo Stato sabaudo fino alla creazione del regno d'Italia.
Nel 1500 si abbatté lo spettro dell'’Inquisizione: decine di peveragnesi, con l'appoggio dei domenicani (ruderi del convento ancora visibili in piazza San Domenico), vennero messi al rogo dal temibile inquisitore Biagio de Berra.
Nel 1621 subentrò la signoria dei Grimaldi su Peveragno e su Boves che, con alterne vicende, governerà Peveragno fino alla fine del 1700. Nel 1744, durante la guerra per la successione al trono austriaco, un esercito di franco-spagnolo penetrò in Piemonte e pose a ferro e fuoco i territori che circondavano Cuneo. Il paese, fedele ai Savoia, si ribellò al nemico, venendo saccheggiato per ben tre volte. 
Nel 1800 iniziò un periodo di incremento demografico, che portò il paese a raggiungere i 7 878 abitanti nel 1895. Ad esso si contrappose un intenso flusso emigratorio: migliaia di persone partirono, almeno fino alla metà del 1900, alla volta dell'America e della Francia.
Peveragno vide morire, come dal resto tutta l'Italia, molti suoi cittadini nelle trincee della prima guerra mondiale. A queste vittime furono dedicate il monumento dei caduti ed il Viale della Rimembranza (in via Vittorio Veneto): ogni platano del viale rappresenta un peveragnese caduto in quel conflitto.
La seconda guerra mondiale, a differenza della prima, vide il paese, dopo l'armistizio del 1943, ritrovarsi nel pieno del conflitto, subendo l'occupazione nazi-fascista. Nella vicina Val Colla (Boves) ebbe inizio la Resistenza italiana (19 settembre 1943, prima rappresaglia nazista su Boves) e numerose furono le bande partigiane che trovavano rifugio sulle pendici della Bisalta. Il mattino del lunedì 10 gennaio 1944, giorno di mercato, venne messa in atto la più feroce rappresaglia nazi-fascista a Peveragno: a causa del ritrovamento sul suolo peveragnese di 3 soldati tedeschi morti, vennero prelevati 30 uomini inermi e, in diversi modi, uccisi. Ad oggi nel paese è presente una piazza dedicata a questa strage (Piazza 30 Martiri, ex Piazza Paschetta).
La fama di due peveragnesi ha varcato i confini nazionali: il maggiore Pietro Toselli, caduto eroicamente all'Amba Alagi nel 1895, all'età di 39 anni e lo scrittore, giornalista e commediografo Vittorio Bersezio, autore della commedia dialettale "Le miserie 'd Monsù Travet".
La salma dell'eroico maggiore Toselli arrivò nel porto di Genova alla fine di agosto del 1897 a bordo del piroscafo Po (che in precedenza aveva toccato gli scali di Alessandria di Egitto, Messina e Napoli).
L'inaugurazione del monumento dedicato allo stesso ufficiale, ospitato nella cittadina di Peveragno, avvenne la mattina di domenica 16 luglio 1899. Alla cerimonia parteciparono il Duca d'Aosta (arrivato alla stazione di Cuneo Gesso con un treno speciale alle ore 9,30 di quella stessa mattina) e numerose autorità civili, religiose e militari. Tra queste ultime si ricorda la presenza (in rappresentanza del IV reggimento indigeni, sterminato nella citata battaglia dell'Amba Alagi) del capitano Sandro Bodrero, unico ufficiale, allora tenente, sopravvissuto alla carneficina.
Di famiglia originaria di Peveragno fu anche Mario Lago, diplomatico che ricoprì la carica di Governatore delle Isole Italiane dell'Egeo dal 1922 al 1936. Nell'isola di Rodi fu fondata una colonia agricola chiamata Peveragno Rodio, in onore al paese nativo del Governatore.

## Monumenti e luoghi d'interesse

### Architetture religiose
- Chiesa di San Giovanni Battista, risalente al 1600 ed opera di Nicolis di Robilant. Particolarmente interessante è lo stemma in pietra della famiglia Grimaldi (1657), signori di Peveragno in quel periodo, conservato in sacrestia, recante scolpiti due soli raggianti alternati a due riquadri a scacchi. Il campanile della chiesa era con molta probabilità una delle torri della cinta muraria medioevale.
- Chiesa di Santa Maria del Paschero, ricordata per la prima volta in un documento del 1396. Divenne indipendente dalla chiesa di San Giovanni nel 1585, quando gli abitanti del paese superarono le 3 300 unità. In origine la chiesa di S. Maria del Paschero aveva la forma di un quadrilatero, era senza coro, con tre navate di quasi uguale altezza e volta a semplice solaio. Nel 1725 vi si realizzarono diversi lavori che le diedero l'aspetto attuale: si costruì il coro e la volta a mattoni, si innalzò la navata centrale e sulle navate laterali si aprirono diverse finestre per dare luce e aria alla costruzione. Il campanile fu innalzato una prima volta nel 1627, una seconda al principio del Settecento, una terza negli anni 1871-1872. Nel 1878 la facciata venne arricchita dalle statue dei Santi Pietro e Paolo e successivamente, nel 1972, da un mosaico.
- Confraternita di Santa Croce, edificata per conto della Confraternita di San Pietro in Vincoli nel 1700. Venne progettata molto probabilmente da Francesco Gallo (1672-1750), architetto monregalese costruttore della cupola del santuario di Vicoforte e di innumerevoli edifici sacri del cuneese. Le caratteristiche tardo-barocche di questa costruzione sono messe in evidenza dall'impianto a croce greca coperto sul vano centrale (destinato alla popolazione) con una cupola ellissoide ribassata (che comunque misura metri 18,60 di altezza da terra) poggiante su otto colonne raccordate con pennacchi a corto tamburo ad arconi portanti, il tutto posto in comunicazione tramite il vano presbiterio con l'amplissimo coro (destinato ai confratelli) di forma ellittica. La facciata, in mattoni cotti a vista, scompartita in due ordini di lesene e sormontata dal timpano, non è mai stata completata del tutto. Questa chiesa nel 1834fu decorata pittoricamente dal peveragnese Giuseppe Toselli ed arricchita di finissimi ornati ed altri soggetti pittorici da Charles Anglois, pittore di origine francese. Le pitture su tela in parte provenivano dalla vecchia confraternita (antecedente il 1700).
- Cappella di San Giorgio[8], posta sulla sommità di un declivio terrazzato (m 654 s.l.m.), denominato «Ripa Sancti Georgi» in alcuni documenti trecenteschi. Venne edificata nell XIII secolo e dedicata a San Giorgio. I committenti furono, secondo la tradizione, i transfughi di Forfice, che, per invocare la protezione del Santo sul nuovo borgo che stava nascendo, vi vollero dedicare un piccolo tempio. In quel secolo pare si elevasse, nella zona adiacente alla cappella, una torre di vedetta appartenuta all'antica famiglia morozzese dei Pipa. Questa torre è citata in un documento della Certosa di Pesio datato 21 febbraio 1297 («que appellatur turris Piparum») e probabilmente faceva parte di un vasto sistema di difesa medievale (insieme a fortilizi posti su Castelvecchio, Moncalvino e Forfice) che garantiva protezione ad antiche vie pedemontane: la «via de Quarantam», che da Cuneo saliva verso Chiusa Pesio, e la «via Moretia» o «Morocenga», che si dirigeva a Morozzo. La cappella poggia su un'area utilizzata fin dall'antichità a scopi religiosi. Infatti, i grandi massi posti alla sua base presentano delle incisioni rupestri (coppelle interconnesse da canaletti presente su una superficie obliqua, probabilmente utilizzate a scopo sacrificale). L'attuale costruzione fu elevata in epoca barocca e dotata di un campanile in stile neogotico, realizzato nel 1930 su ispirazione dei minareti di Rodi, per volontà di Mario Lago, cittadino peveragnese, allora Governatore del Dodecaneso. Nel suo interno conserva uno dei più antichi cicli pittorici del territorio peveragnese, attribuiti a Giovanni Mazzucco. Le opere, notevolmente danneggiate da vandali e dal tempo, rappresentano una Crocifissione sulla parete destra, la rappresentazione acefala di Sant'Antonio Abate sulla sinistra e il Santo Patrono del colle nell'abside. San Giorgio viene raffigurato su un cavallo bianco nell'atto in cui sconfigge il drago e libera la principessa. Purtroppo la principessa e il drago oggi non sono più visibili in quanto rubati tramite «strappo» all'inizio degli anni '90. Esiste però una riproduzione della principessa "rubata", eseguita da un cittadino peveragnese sulla facciata della propria casa, posta in via Giordana di Clans. L'asse della cappella, nel senso abside-porta, è orientato al tramonto del sole nel periodo del solstizio invernale. In quel giorno il sole illumina per due volte i dipinti: la prima volta, al mattino, attraverso la finestra strombata posta sulla parete destra («lama» di luce che spazzola l'affresco della crocifissione, incominciando dal bordo dove è collocata la Madonna, scendendo poi ai piedi di Cristo e risalendo verso la Maddalena); la seconda, alla sera, attraverso la porta d'ingresso (illuminazione dell'altare dedicato a San Giorgio). Tutto ciò non succede nel resto dell'anno. Occorre però ricordare che la chiesa originaria era arretrata di sette metri rispetto all'attuale (non c'era il porticato) ed aveva un'apertura più larga.

### Architetture civili

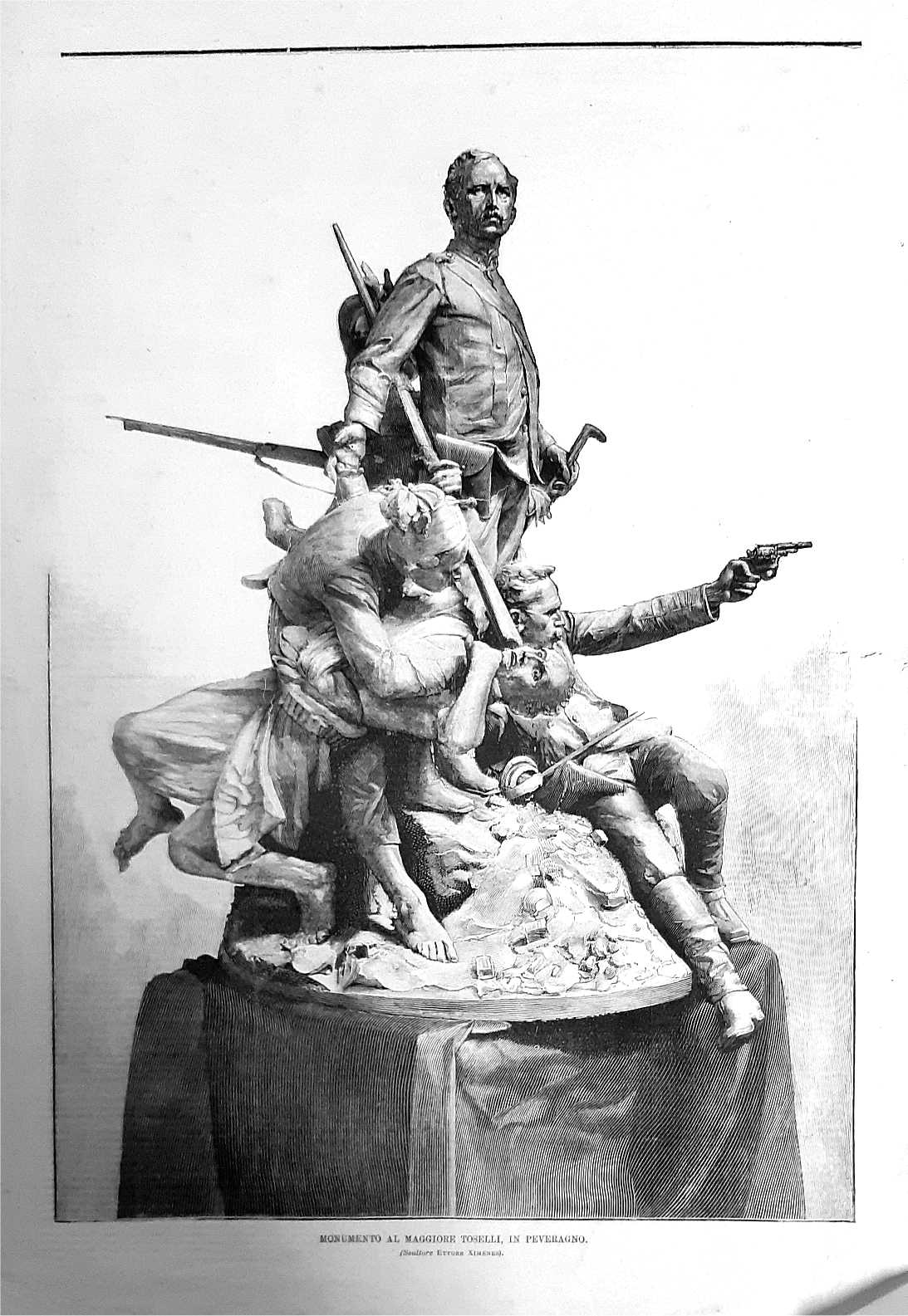
Monumento al Pietro Toselli di Ettore Ximenes

- Arco del Ricetto, antico portale di ingresso al castrum, la parte fortificata del paese, luogo di rifugio per la gente in caso di emergenza. Si presenta come una costruzione in muratura di pietre e mattoni legate con malta di calce. Le pietre sono di porfido quarzifero locale, detto "bisimaudite". Sulle spalle, massicce e parzialmente inglobate nelle costruzioni adiacenti, sono posizionati due archi di mattoni: uno più esterno a sesto acuto, che costituiva il battente superiore della porta, ed uno più interno di tipo ribassato. Sulla facciata esterna del portale era visibile il più antico stemma di Peveragno, che in origine era verde, rosso e oro. Nella parte interna c'era un'iscrizione in latino, ora parzialmente visibile, risalente ai tempi in cui il duca Amedeo VIII di Savoia incorporò Peveragno nei suoi domini. È l'unico portale d'ingresso al castrum rimasto (la parte fortificata del paese).
- Monumento al maggiore Pietro Toselli (1899), di Ettore Ximenes.
- Monumento a Vittorio Bersezio, di Leonardo Bistolfi.

## Società

### Evoluzione demografica
Abitanti censiti

### Etnie e minoranze straniere
Secondo i dati Istat al 31 dicembre 2017, i cittadini stranieri residenti a Peveragno sono 322, così suddivisi per nazionalità, elencando per le presenze più significative:
1. Romania, 87
2. Costa d'Avorio, 50
3. Albania, 42

## Cultura

### Eventi
La fiera di Sant'Andrea ha origini antichissime. Risale infatti al 1396 il primo documento storico in cui si parla di questa fiera, allorché i Principi di Acaja, nuovi padroni di questo territorio, succeduti al Vescovado di Asti, confermavano di rispettare, "omnibus et per omnia", tutte le franchigie e le concessioni di cui Peveragno già godeva e tra le quali vi erano sia quella di tenere il mercato il lunedì che quella della Fiera di S. Andrea della durata di tre giorni.
Si può quindi ritenere che la nascita della fiera sia anteriore al 1396. Da un articolo di G.P. Magnino, ricercatore e storico locale, riportiamo le seguenti note: "La nostra Fiera fu sempre viva e vitale, ecc"; oggi corrisponde ad una rassegna etnografica, artigianale ed enogastronomica dei prodotti tipici locali, con esposizione degli stessi nella giornata del 1º lunedì di dicembre nel centro storico di Peveragno.

## Amministrazione
Di seguito è presentata una tabella relativa alle amministrazioni che si sono succedute in questo comune.
| Periodo         | Periodo          | Primo cittadino  | Partito                                  | Carica  | Note   |
| --------------- | ---------------- | ---------------- | ---------------------------------------- | ------- | ------ |
| 21 luglio 1986  | 26 maggio 1991   | Domenico Tassone | Democrazia Cristiana                     | Sindaco | [ 12 ] |
| 26 maggio 1991  | 18 dicembre 1993 | Domenico Tassone | Democrazia Cristiana                     | Sindaco | [ 12 ] |
| 28 gennaio 1994 | 10 giugno 1996   | Ezio Giorgis     | Democrazia Cristiana                     | Sindaco | [ 12 ] |
| 10 giugno 1996  | 17 aprile 2000   | Stefano Dho      | -                                        | Sindaco | [ 12 ] |
| 17 aprile 2000  | 5 aprile 2005    | Stefano Dho      | lista civica                             | Sindaco | [ 12 ] |
| 5 aprile 2005   | 30 marzo 2010    | Carlo Toselli    | lista civica                             | Sindaco | [ 12 ] |
| 30 marzo 2010   | 1º giugno 2015   | Carlo Toselli    | lista civica                             | Sindaco | [ 12 ] |
| 1º giugno 2015  | in carica        | Paolo Renaudi    | lista civica: idee insieme per Peveragno | Sindaco | [ 12 ] |

## La fragola
"...qui anche la piccolissima azienda agricola, anche di tre giornate riesce a sopravvivere. La chiave del miracolo? Nel recente passato Peveragno ha saputo scegliere una coltivazione valida, la coltivazione della fragola.....è con le sue forze, è con l'ingegno e la laboriosità che la gente di Peveragno ha trasformato la sua zona depressa in una serra ricca di prodotti pregiati"
Il mondo dei vinti, Nuto Revelli
Come ben descrive Nuto Revelli nel suo celebre libro, la fragola ha rappresentato per il paese, più di qualsiasi altra cosa, il boom economico del dopoguerra.
La fragola a Peveragno è da sempre esistita come varietà autoctona con polpa di colore rosso. Nel dopoguerra, “Louis da Réssia”, soprannome di Luigi Macagno, fece il suo primo impianto di fragole a Peveragno con la varietà "Madame Moutot", importata dagli emigranti peveragnesi dalla vicina Francia. A differenza di oggi, le piccole piante crescevano sulla terra nuda e lo stesso impianto durava più anni. Poiché non esistevano contenitori per la commercializzazione, analogamente a quanto accadeva per la vendita dei funghi finferli, queste venivano raccolte in contenitori di vimini che, sistemati in una gerla, venivano successivamente commercializzati al mercato di Cuneo. Da questo momento in poi la coltivazione si allargò a macchia d'olio dalla montagna alla pianura, per arrivare ad un picco della produzione negli anni settanta e ottanta. Si migliorarono i metodi di lavorazione e di raccolta, raggiungendo un'elevata qualità organolettica del prodotto. Il paese divenne un centro d'eccellenza nazionale nella coltivazione di questo frutto. Si abbandonò la storica "Madame Moutot" per coltivare la "Gorella" che ha polpa più soda e qualità organolettiche migliori.
Negli ultimi decenni la coltivazione della fragola ha perso notevolmente la sua importanza, sia come produzione totale che come impatto sull'economia locale.
Ogni anno il secondo weekend di giugno si svolge una manifestazione in suo onore (la Fragolata), nella quale si tiene il noto concorso di bellezza "Miss Fragola".

## Galleria d'immagini

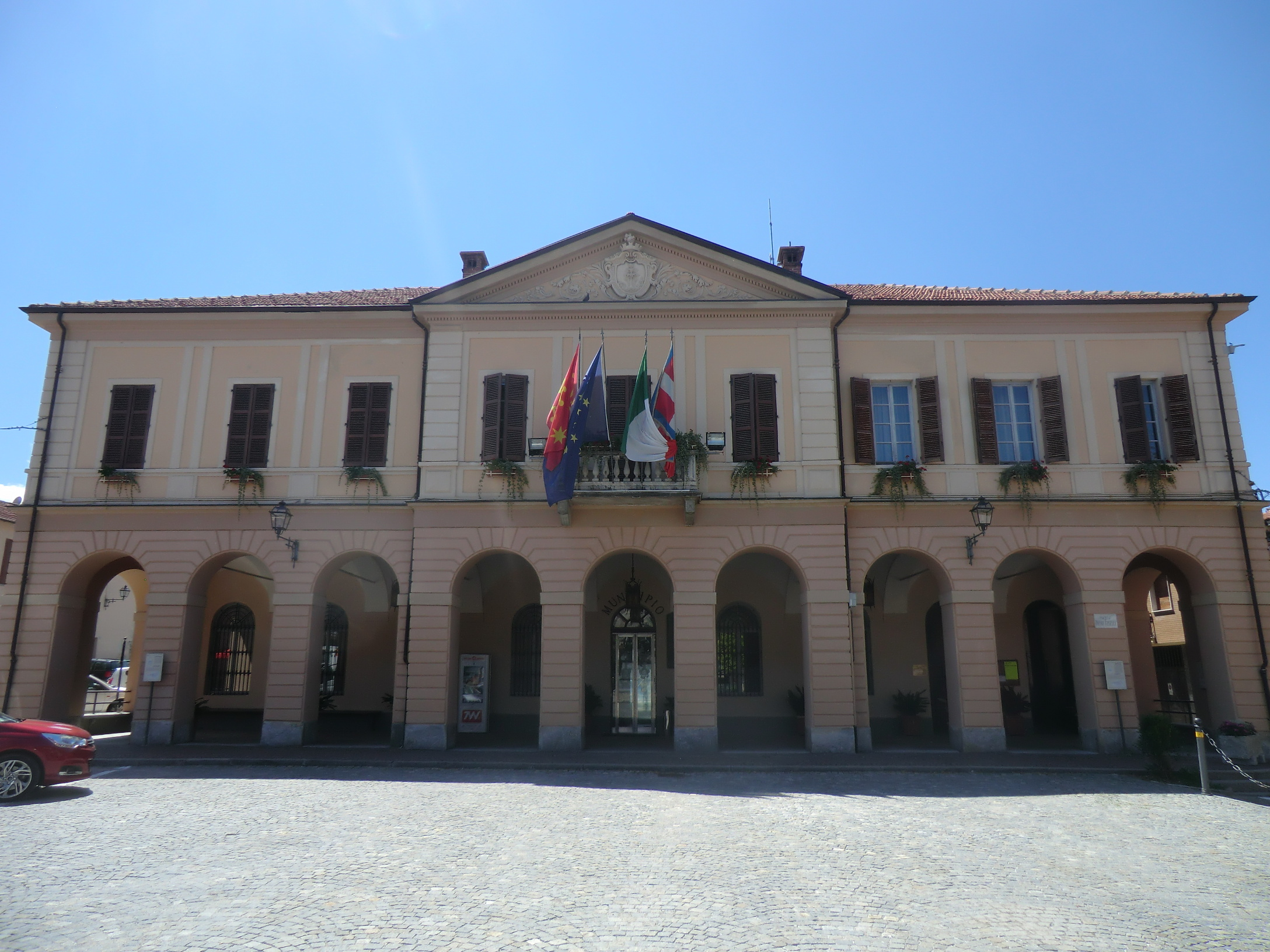
Municipio
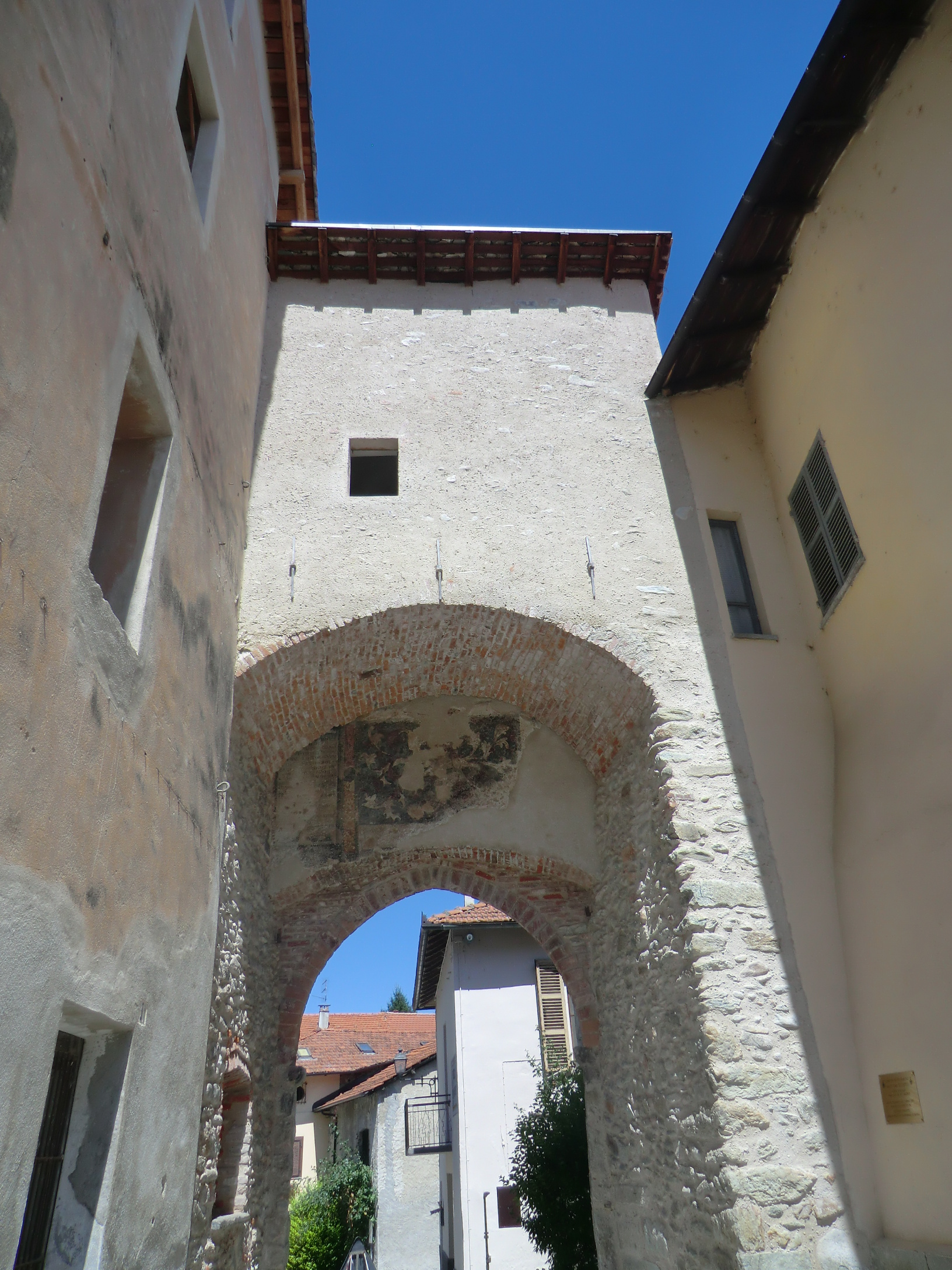
Arco del Ricetto (XIV sec.)
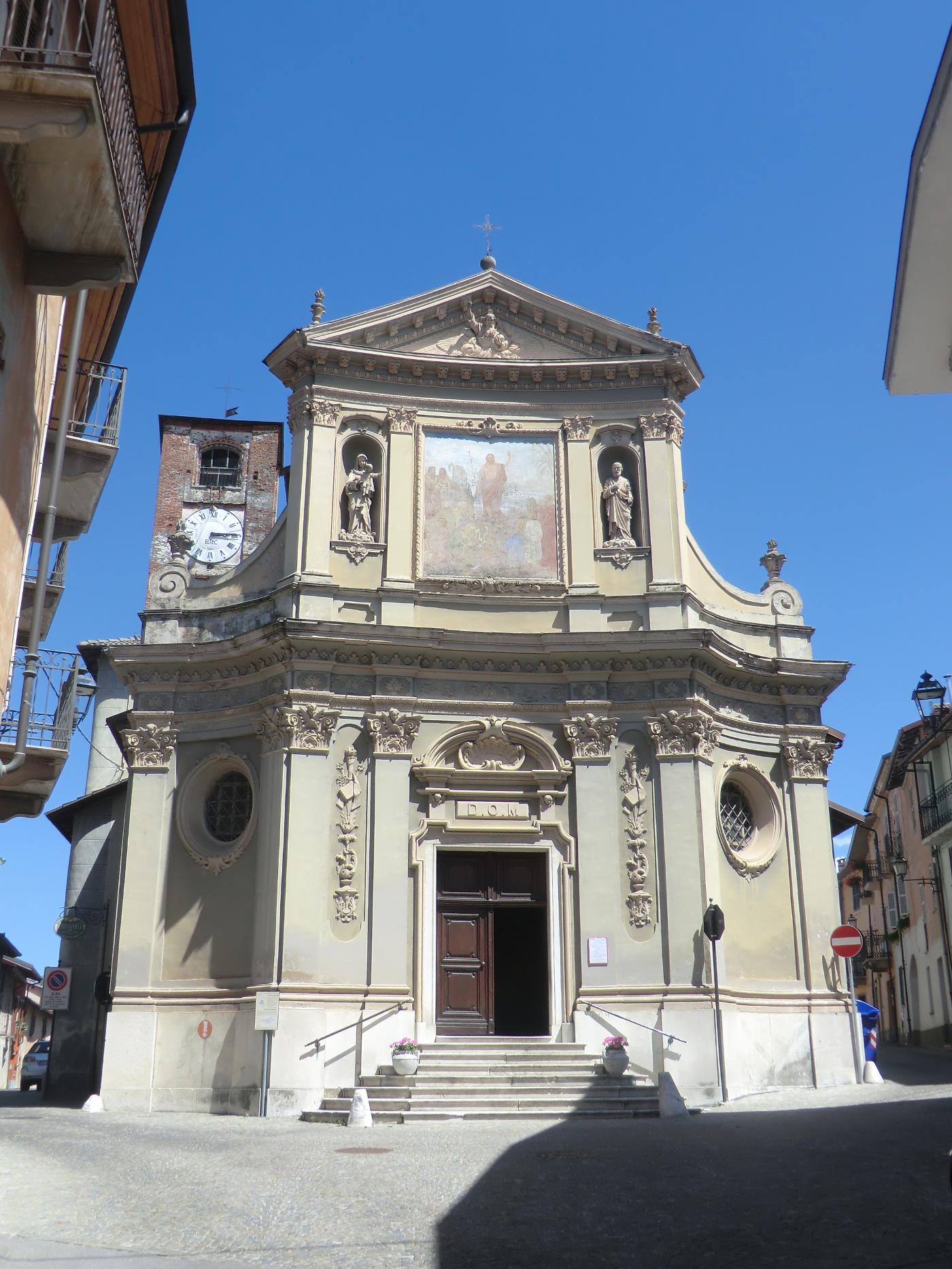
Chiesa parrocchiale di San Giovanni Battista (XVIII sec.)
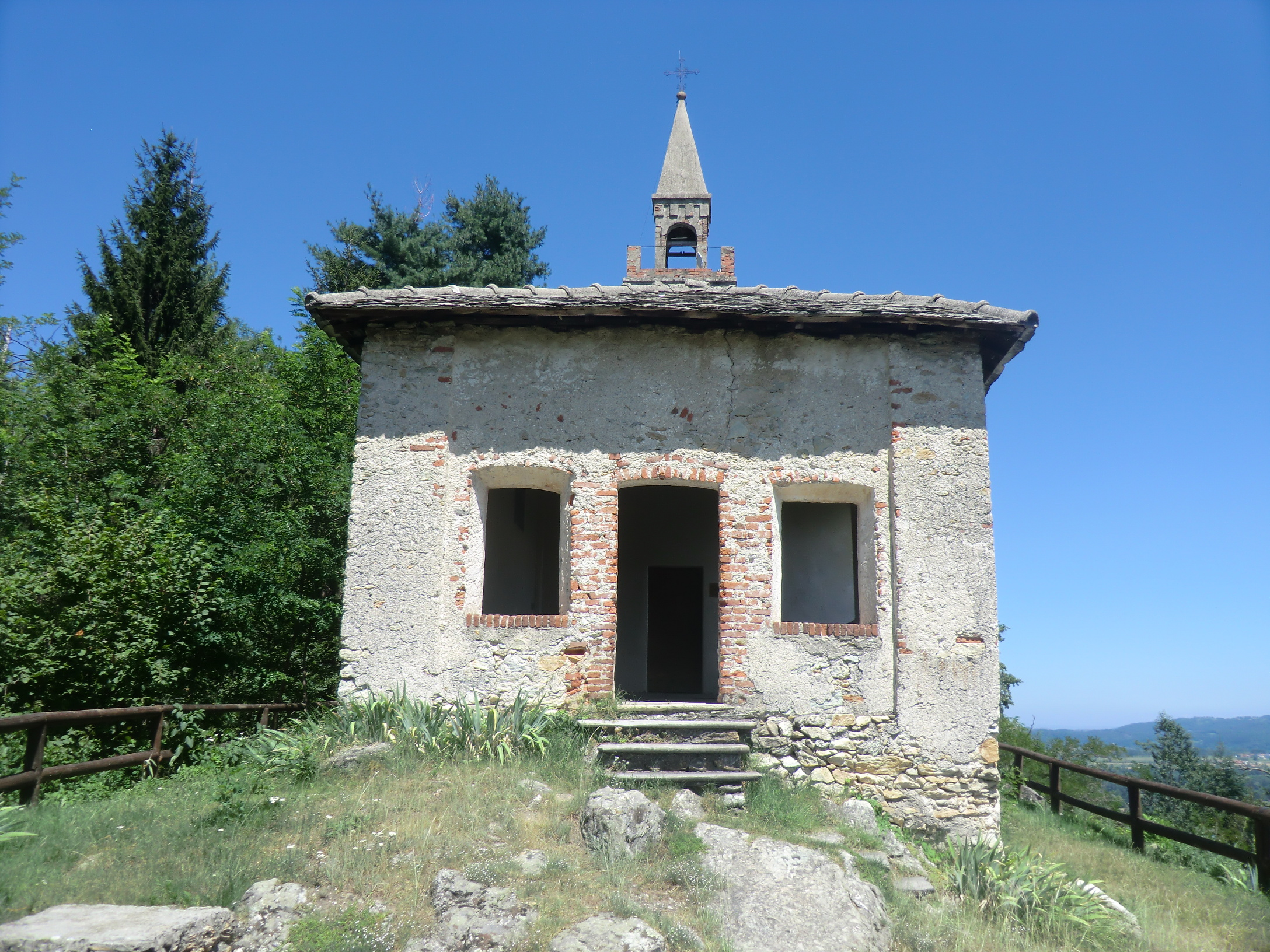
Cappella di san Giorgio (XVI sec.)